# آن كاترين هانسن
آن كاترين هانسن (بالدنماركية: Anne Katrine Hansen)‏ هي لاعبة كرة الريشة دنماركية، ولدت في 13 يوليو 1996.

## وصلات خارجية
- آن كاترين هانسن على موقع BWF.tournamentsoftware.com (الإنجليزية)
- آن كاترين هانسن على موقع BWFbadminton.com (الإنجليزية)